# I. Iput
Iput ókori egyiptomi királyné; az V. dinasztia utolsó fáraójának, Unisznak a lánya, a VI. dinasztia első uralkodójának, Teti fáraónak a felesége. I. Pepi fáraó anyja. Középkorú nőként hunyt el, Szakkarában temették el egy piramisban a férjéétől 100 m-re, mészkő szarkofágban és cédrus koporsóban. Sírját már az ókorban kifosztották. 1897 és 1899 közt tárta fel a piramist – egy másik királyné, Huit piramisával együtt – Victor Loret. Iput csontjai ma a kairói Egyiptomi Múzeumban találhatóak. Fiával együtt ábrázolják egy koptoszi sztélén. A sírban megmaradt néhány a királynéval eltemetett tárgyak közül, úgymint kő- és kerámiaedények, arany karperec, hajómodellek és réztárgyak.
Címei: A jogar úrnője (wr.t-ḥts), Nagy kegyben álló (wr.t-ḥzwt), Aki látja Hóruszt és Széthet (m33.t-ḥrw-stš), A király anyja (mwt-nỉswt), A Mennofer-Pepi piramis anyakirálynéja (mwt-nỉswt-mn-nfr-ppỉ), Felső- és Alsó-Egyiptom királyának anyja (mwt-nỉswt-bỉtỉ), A király szeretett felesége (ḥm.t-nỉswt mrỉỉt=f), Felső- és Alsó-Egyiptom királyának lánya (z.t-nỉswt-bỉtỉ), A király felesége (ḥm.t-nỉswt), A király vér szerinti lánya (z.t-nỉswt-n.t-ẖt=f), Az isten leánya (z.t-nṯr), Az istennek ez a leánya (z.t-nṯr-wt), Hórusz társa (smr.t-ḥrw).